# Поколение Y
Поколе́ние Y (поколение «игрек»), или поколение Милле́ниума, также поколение «некст», сетево́е поколение — поколение людей, родившихся, по разным классификациям, примерно с начала 1980-х до середины 1990-х годов. Представителей поколения называют миллениа́лы, или миллени́ты, эхо-бу́меры. Они встретили новое тысячелетие в юном возрасте, характеризуются прежде всего глубокой вовлечённостью в цифровые технологии.
В момент появления фразы Поколение Y противопоставлялось Поколению X, которое соответствует предыдущему демографическому поколению. Встречается употребление термина Yllo (Young Liberty Love).

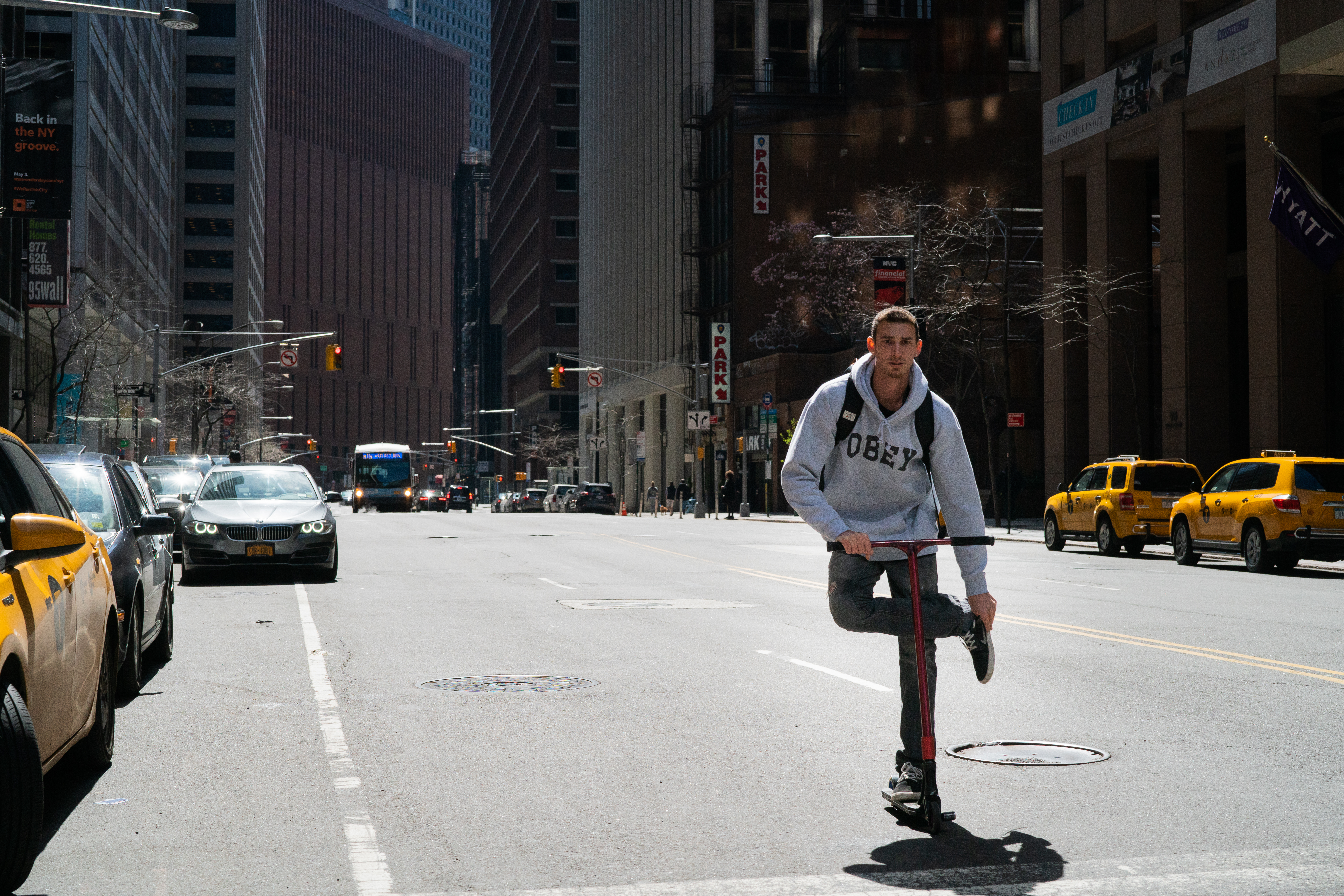
Парень на самокате (типичный образ представителя поколения Y)

## Диапазоны годов рождения

Схема поколений Западного мира по версии Pew Research Center. Жёлтым цветом отмечено поколение Y

Существуют разные точки зрения на годы рождения представителей поколения Y. Американский профессор психологии в Университете штата Сан-Диего Джин М. Твенге, выделяет миллениалов как 1980—1994 годов рождения. Некоторые международные исследовательские центры выделяют свои границы, например: по данным международного австралийского исследовательского центра Маккриндл (McCrindle Research), поколение Y появилось на свет в 1980—1994 гг. 

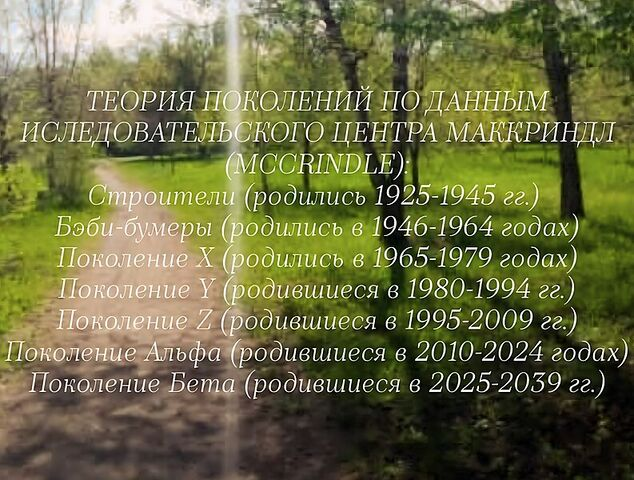
Описание теории поколений по версии Маккриндл (McCrindle Research)

Американский исследовательский центр Пью (Pew Research Center) определил миллениалов как рождённых в 1980—1996 годах.
Нил Хоув (Neil Howe) считает, что миллениалы родились в 1982—2004 годах. Тем не менее, Штраус и Хоув позднее, в своих работах, предположили, что точных границ поколений нет — скорость их развития нельзя предугадать. Авторы также сравнили циклы с временами года, которые могут наступать раньше или позже.
Теория поколений также получила распространение и в России, где в отличие от США, теорию поколений многие не признают, поэтому её изучают не историки, а маркетологи и специалисты по рекламе.
Вадим Радаев поколения разделяет по Российским политико-экономическим периодам. У него поколение Y — это рождённые с 1982 по 2000 год.
Исследовательский центр Rugenerations определяет миллениалов как рождённых в 1985—2002 годах.
Однако некоторые социологи рождённых в период с 1995 по 2000 год относят уже к переходному поколению (Y/Z).
Многими признаётся, что определить с точностью до месяца и даже года период, где заканчивается одно поколение и начинается другое, на сегодняшний день невозможно: каждый эксперт видит поколения по-разному, и даже в России есть некоторые эксперты, которые ссылаются на результаты международных ведущих исследований, и считают, что поколение Y рождалось примерно с 1980 по 1994 год, и что это общемировые тенденции, и у тех же поколений, но выросших в других реалиях, просто могут быть свои особенности.

## Терминология
В августе 1993 года один из редакторов издания Advertising Age придумал фразу «Поколение Y», чтобы описать тех, кто был в возрасте 11 лет или младше, которые были противопоставлены «Поколению X».
В 1987 году писатели Уильям Штраус и Нил Хау (англ. Neil Howe) придумали термин «Миллениалы» (англ. Millennials). Этим термином они обозначили детей, родившихся в 1981 году, которые должны были окончить выпускной класс средней школы в 2000 году. Об этом поколении они писали в своих книгах «Generations: The History of America’s Future, 1584 to 2069» (1991) и «Millennials Rising: The Next Great Generation» (2000).
По словам журналиста Брюса Горовица, в 2012 году издание Advertising Age признало, что «Миллениалы» — название лучше, чем «Поколение Y».

## Демография
Характеристики поколения отличаются в разных странах в зависимости от политических, экономических, социальных и других условий. В США к поколению «игрек» у социологов принято относить родившихся примерно с начала 1980-х до середины 1990-х годов.
В США поколение «игрек» связывают с подъёмом рождаемости, который начался в 1981 году, так называемый «эхо-бум». В основном это дети поколения «бэби-бума», отсюда и название — «эхо-бумеры». Однако в развитых странах тенденция к снижению количества детей в семьях сохраняется, поэтому явление «эхо-бума» не так широко известно, как сам «бэби-бум».
Исследования, проведённые в 2006 году в США, показали, что 48 % «эхо-бумеров» верующие, 20 % — атеисты, 32 % — агностики. Популярны идеи буддизма и кармы, неоязычество, скрещивание философских и монотеических взглядов, вера во внеземные цивилизации и эзотерика.
В поколении «игрек» нет каких-либо выраженных тенденций в областях религии, политики, искусства и др.; напротив, ярко выражена тенденция «быть не таким, как все» и при этом как можно ярче «выделяться из толпы», путём даже ухода в принципе из «самой толпы», путём различных форм социальной изоляции, таких как хикикомори. В результате, представители предыдущих поколений нередко ошибочно фокусируют внимание на будто бы предпочтении каких-либо конкретных взглядов среди представителей поколения «игрек» (на том, что «бросилось в глаза»). Фактически, можно предполагать тенденцию к «ортодоксальному антагонизму», то есть к предпочтению заведомо наименее популярного течения, формироваться не согласно некоторой моде, а вопреки ей.

## Поколение Питера Пэна
Поколение «игрек» также соотносится с так называемым «поколением бумеранга», или «поколением Питера Пэна», в связи с тем, что его представители склонны оттягивать переход во взрослую жизнь на более долгий срок, чем их сверстники в предыдущих поколениях, а также дольше оставаться жить в родительском доме. Социолог Кэтлин Шапутис назвала это явление «синдромом переполненного гнезда». Первопричина этой тенденции может быть отнесена к экономическим условиям: международный финансовый кризис, повсеместное повышение стоимости жилья, безработица.
Однако экономика — не единственное объяснение этого явления. Среди социологов не до конца решён ещё вопрос дефиниции: а что считать «взрослостью»? В исследовании доктора Ларри Нельсона отмечено, что поколение «игрек» не торопится принимать на себя обязательства взрослой жизни из-за негативного примера предыдущего поколения.

«Предыдущие поколения обзаводились семьями, начинали карьеру — и делали это незамедлительно. И сегодня молодые люди видят: имея такой подход к жизни, их родители развелись и имеют нелюбимую работу. Большинство представителей поколения „игрек“ хочет семью, но они хотят сделать правильный выбор с первого раза, и то же самое с работой».

## Коммуникации и интеграция
Поколение Миллениума, как и другие поколения, было сформировано под влиянием событий, лидеров, изобретений своего времени. Впрочем, некоторые российские комментаторы утверждают, что у него нет своих героев.

Игрек — первое поколение, у которого нет героев, но есть кумиры. Предполагаем, что у них не будет героев. Они станут ими для других поколений, несмотря на то, что не всегда хотят быть героями.— Координатор проекта «Теория поколений в России-Rugenerations» Евгения Шамис
На него повлияло развитие технологий сетевой коммуникации, таких, как электронная почта, служба коротких сообщений, средства мгновенных сообщений и других новых медиа-ресурсов, наподобие видеохостинга YouTube и социальных сетей (Livejournal, MySpace, Facebook, Twitter и т. д.). Одна из важнейших отличительных особенностей психологии коммуникаций «эхо-бумеров» — это многозадачность в использовании средств коммуникации: они могут одновременно чатиться с несколькими людьми, читать сайт на другую тему, следить за обновлениями в Твиттере и блогах. Среди них в десятки раз снижено использование таких типов СМИ, как телевидение и радио.
Крайне важным для этого поколения является самовыражение. Так, например, в Китае, с населением свыше миллиарда человек, стремление выделиться из толпы, быть индивидуальным, стало краеугольным камнем культуры китайской молодежи. В странах по всему миру только благодаря доступу в Интернет люди самоутверждаются в сетевых ролевых играх жанра MMORPG и виртуальных мирах типа World of Warcraft и Second Life. Наиболее экспрессивные представители поколения «игрек» заслужили признание, организуя онлайн-сообщества, запуская интернет-мемы или собирая флеш-мобы. Другие, более стеснительные в социальном плане люди, нашли себя в анонимном онлайн-общении, позволяющем быть более раскрепощёнными.

## Поп-культура
Поколение «игрек» сформировалось в то время, когда Интернет вызвал глобальный переворот в традиционных средствах массовой информации. По сравнению с предыдущими поколениями для этого характерна вседоступность любой информации, музыки, кино, что не могло не повлиять на бизнес телеканалов, звукозаписывающих студий и индустрию развлечений в целом. В странах с более жёстким законодательством распространение нелицензионного контента в сети стало проблемой, и за авторским правом следят государство и уполномоченные органы. Тем не менее, торрент-трекеры отвоёвывают рынки у правообладателей, и теперь любители музыки не охотятся за новыми дисками, а спокойно скачивают их (легально или нелегально) из сети напрямую в свой карманный цифровой аудиопроигрыватель или смартфон.

## Работа
Экономические перспективы поколения Миллениума заметно ухудшились во время экономической рецессии 2008—2009 годов. Некоторым государствам пришлось принимать особые меры по трудоустройству молодёжи из-за социальной напряжённости, наподобие продолжительных волнений в Греции в 2008 году, вызванных стремительным ростом безработицы. Безработица среди молодежи в Европе к середине 2009 года оставалась на высоком уровне (40 % в Испании, 35 % в странах Балтии, 19,1 % в Великобритании и более 20 % во многих других странах). В других регионах безработица также высока, в частности, в США статистика трудоустройства молодёжи ведется с 1948 года, и безработица в этой группе населения достигла рекорда в июле 2009, составив 18,5 %. В Азии и других регионах ситуация несколько иная, но проблема безработицы столь же актуальна.
Ещё одно название поколения «игрек» — «поколение трофеев». Этот термин отражает тенденцию проявления в состязательных видах спорта, а также и в других сферах жизни, где нет победителя и проигравшего, «побеждает дружба» и каждый получает «благодарность за участие в соревновании». Опрос среди работодателей подтвердил, что точно так же молодое поколение «игрек» проявляет себя и в корпоративной культуре. Некоторые наниматели обеспокоены тем, что у молодёжи слишком завышенные ожидания от своего трудоустройства, они предпочитают подстраивать условия работы под свою жизнь, а не наоборот. Однако они трудоспособны, хотят отдачи от своей работы и большего участия в принятии решений, предпочитают использовать гибкое рабочее время.
Это поколение нелегко адаптируется к иерархическим структурам и бюрократическим способам принятия решений. Они ожидают профессионального развития своих навыков и не хотят долго оставаться на одной и той же должности. Уже сейчас и в будущем, согласно прогнозам экспертов, представители поколения «игрек» будут часто менять места работы. В кадровых подразделениях некоторых крупных организаций имеют в виду этот психологический конфликт и стараются снять его, помогая руководителям более старших поколений понять молодых и создать для последних более комфортные условия.